# Юнацька збірна Югославії з футболу (U-16)
Юнацька збірна Югославії з футболу (U-16) — національна футбольна збірна СФРЮ, що складалася із гравців віком до 16 років. Керівництво командою здійснював Футбольний союз Югославії. Припинила функціонування внаслідок розпаду Югославії на початку 1990-х років.
Головним континентальним турніром для команди був Юнацький чемпіонат Європи з футболу (U-16), до фінальної частини якого протягом своєї історії збірна СФРЮ пробивалася дев'ять разів. Найуспішнішим був її виступ на юнацькій першості 1990 року, на якій югослави здобули срібні нагороди.

## Юнацький чемпіонат Європи (U-16)
| Рік    | Раунд              | І                  | В                  | Н                  | П                  | Г+                 | Г-                 |
| ------ | ------------------ | ------------------ | ------------------ | ------------------ | ------------------ | ------------------ | ------------------ |
| 1982   | третє місце        | 2                  | 0                  | 1                  | 1                  | 1                  | 2                  |
| 1984   | четверте місце     | 2                  | 0                  | 0                  | 2                  | 1                  | 6                  |
| 1985   | груповий етап      | 3                  | 1                  | 1                  | 1                  | 2                  | 3                  |
| 1986   | не кваліфікувалася | не кваліфікувалася | не кваліфікувалася | не кваліфікувалася | не кваліфікувалася | не кваліфікувалася | не кваліфікувалася |
| 1987   | груповий етап      | 3                  | 0                  | 1                  | 2                  | 1                  | 7                  |
| 1988   | груповий етап      | 3                  | 0                  | 1                  | 2                  | 1                  | 3                  |
| 1989   | груповий етап      | 3                  | 2                  | 1                  | 0                  | 4                  | 0                  |
| 1990   | віце-чемпіон       | 5                  | 4                  | 0                  | 1                  | 10                 | 4                  |
| 1991   | груповий етап      | 3                  | 1                  | 0                  | 2                  | 5                  | 7                  |
| 1992   | груповий етап      | 3                  | 2                  | 0                  | 1                  | 4                  | 5                  |
| Усього | 9/10               | 27                 | 10                 | 5                  | 12                 | 29                 | 37                 |